# Giro del Belgio 1937
Il Giro del Belgio 1937, ventiseiesima edizione della corsa, si svolse in cinque tappe tra il 12 maggio e il 17 maggio 1937, per un totale di 1 193 km e fu vinto dal belga Adolph Braeckeveldt.

## Tappe
| Tappa  | Data      | Percorso            | km    | Vincitore di tappa  | Leader cl. generale |
| ------ | --------- | ------------------- | ----- | ------------------- | ------------------- |
| 1ª     | 12 maggio | Bruxelles > Ostenda | 230   | Emile Van De Piette |                     |
| 2ª     |           | Ostenda > Namur     | 239   | Adolph Braeckeveldt |                     |
| 3ª     |           | Namur > Lussemburgo | 228   | Georges Christiaens |                     |
| 4ª     |           | Lussemburgo > Liegi | 245   | Joseph Somers       |                     |
| 5ª     | 17 maggio | Liegi > Bruxelles   | 251   | Émile Masson jr.    | Adolph Braeckeveldt |
| Totale | Totale    | Totale              | 1 193 |                     |                     |

## Dettagli delle tappe

### 1ª tappa
- 12 maggio: Bruxelles > Ostenda – 230 km

Risultati
| Pos. | Corridore        | Squadra        | Tempo    |
| ---- | ---------------- | -------------- | -------- |
| 1    | Émile Vandepitte | Dilecta-Wolber | 6h12'38" |
| 2    | Karel Kaers      | Alcyon-Dunlop  | a 4"     |
| 3    | Éloi Meulenberg  | Alcyon-Dunlop  | s.t.     |

### 2ª tappa
- Ostenda > Namur – 239 km

Risultati
| Pos. | Corridore           | Squadra      | Tempo    |
| ---- | ------------------- | ------------ | -------- |
| 1    | Adolph Braeckeveldt | Helyett      | 7h03'20" |
| 2    | André Defoort       | Helyett      | a 43"    |
| 3    | Maurits Van Herzele | La Française | a 1'24"  |

### 3ª tappa
- Namur > Lussemburgo – 228 km

Risultati
| Pos. | Corridore           | Squadra       | Tempo    |
| ---- | ------------------- | ------------- | -------- |
| 1    | Georges Christiaens | Ch. Pélissier | 6h33'16" |
| 2    | Antoon Loncke       | France Sport  | a 7"     |
| 3    | Noël Declercq       | A. Leducq     | a 9"     |

### 4ª tappa
- Lussemburgo > Liegi – 245 km

Risultati
| Pos. | Corridore            | Squadra      | Tempo    |
| ---- | -------------------- | ------------ | -------- |
| 1    | Joseph Somers        | A. Leducq    | 6h31'35" |
| 2    | Antoon Loncke        | France Sport | a 13"    |
| 3    | Philémon De Meersman | La Française | a 1'31"  |

### 5ª tappa
- 17 maggio: Liegi > Bruxelles – 251 km

Risultati
| Pos. | Corridore           | Squadra       | Tempo    |
| ---- | ------------------- | ------------- | -------- |
| 1    | Émile Masson jr.    | Alcyon-Dunlop | 6h57'28" |
| 2    | Adolph Braeckeveldt | Helyett       | a 1'58"  |
| 3    | Antoon Loncke       | France Sport  | s.t.     |

## Classifiche finali

### Classifica generale
| Pos. | Corridore            | Squadra        | Tempo     |
| ---- | -------------------- | -------------- | --------- |
| 1    | Adolph Braeckeveldt  | Helyett        | 33h24'32" |
| 2    | René Walschot        | J.B. Louvet    | a 7'36"   |
| 3    | Georges Christiaens  | Ch. Pélissier  | a 8'00"   |
| 4    | Noël Declercq        | A.Leducq       | a 8'05"   |
| 5    | André Defoort        | Helyett        | a 13'19"  |
| 6    | Frans-Lodewijk Noens | Colin-Wolber   | a 14'10"  |
| 7    | Emile Decroix        | A.Leducq       | a 16'19"  |
| 8    | Gustave Keteleer     | Individuale    | a 16'41"  |
| 9    | Maurits Van Herzele  | La Française   | a 17'18"  |
| 10   | Adelin Van Simaeys   | Dilecta-Wolber | a 19'17"  |